# 袁公河
袁公河，位于中国山东省南部，为沭河左岸支流，发源于五莲县西南街头镇青山顶村南，西北流经五莲县石场乡、莒县桑园镇后入小仕阳水库，出库后转西南流经招贤镇，至店子集镇西北的徐家城子村入沭河。全长62公里，流域面积544平方公里。